# 코파 이탈리아 2013-14
코파 이탈리아 2013-14은 코파 이탈리아의 67번째 대회이다. 2013년 8월 3일에 시작하여 2014년 5월 3일에 끝났다. 전년도와 마찬가지로 총 78개 팀이 참가하며. 나폴리가 피오렌티나를 이기며 UEFA 유로파리그 2014-15의 조별리그 진출권을 얻었다.
7년 연속으로 결승전이 로마의 스타디오 올림피코에서 열렸다.

## 대회 방식
이번 대회의 방식은 이전 5리그와 동일하다.
총 78개의 팀이 참가한다. 20개의 세리에 A팀과 22개의 세리에 B팀들과, 레가 프로에서 선택된 27개 팀, 레가 나치오날레 딜레탄티에서 선택된 9개 팀으로 총 78개 클럽이다. 이는 다른 유럽 주요국(잉글랜드, 스페인, 독일, 프랑스)의 컵대회 출전 클럽 수보다 적은 수치다.
레가 프로는 세리에 B 2012-13에서 강등된 4개의 팀과 프리마 디비시오네 2012-13의 두 그룹에서 가장 우수하지만 승격되지 못한 7개팀씩 지명했으며, 세콘다 디비시오네 2012-13의 두 2조에서 4클럽씩 지명했다.(세팀은 승격팀이며, 한팀은 승격 플레이오프 결승에서 패배한 팀이다.) 그리고 마지막으로 비아레조가 코파 이탈리아 레가 프로 2012-13의 결승전에서 패배했지만 우승팀인 라티나가 세리에 B에 승격되어 이번 대회 진출권이 주어졌다.
레가 나치오날레 딜레탄티는 세리에 D 2012-13팀 중 플레이오프 성적이 아닌 리그 최종순위 2위 팀들을 각 9개 조에서 선택했다.
경기는 토너먼트형식으로 치러진다. 준결승전을 제외하고는 연장전과 페널티킥의 가능성을 열어놓은 단판경기로 진행된다. 준결승전은 홈, 원정 총 2경기를 치른다. 만약 두 경기 180분 후 전적으로 승패를 나눌 수 없을 경우에는 UEFA 클럽 대항전에 적용되는 방식과 마찬가지로 1, 2차전 전체의 골로 승부를 내고, 골이 같을 경우는 원정 골 우선, 그것마저 같을 경우는 연장전, 그리고 승부차기까지 이어진다.
레가 프로와 세리에 D소속의 팀들은 1라운드부터 참가하고, 세리에 B 팀들은 2라운드부터 참가한다. 세리에 A 중 12개 팀은 3라운드부터 참가하지만, 나머니 8개 시드팀은 16강전에 바로 참가한다. 대진 추첨은 2013년 7월 24일에 열렸다.

## 참가 팀
이하는 참가팀 명단이다.

### 세리에 A
20개 팀
| - 나폴리 - 라치오 - 로마 - 리보르노 | - 밀란 - 베로나 - 볼로냐 - 사수올로 | - 삼프도리아 - 아탈란타 - 우디네세 - 유벤투스 | - 인테르나치오날레 - 제노아 - 카타니아 - 칼리아리 | - 키에보 - 토리노 - 파르마 - 피오렌티나 |

굵게 적힌 팀은 본선으로 직행했다.

### 세리에 B
22개 팀
| - 아벨리노 - 바리 - 브레시아 - 카르피 - 체세나 | - 치타델라 - 크로토네 - 엠폴리 - 유베 스타비아 - 라티나 | - 모데나 - 노바라 - 파도바 - 팔레르모 - 페스카라 | - 레지나 - 시에나 - 스페치아 - 테르나나 - 트라파니 | - 바레세 - 비르투스 란차노 |

### 레가 프로

#### 프리마 디비시오네 (25개 팀)
| - 알비노레페 - 아스콜리 - 베네벤토 - 크레모네세 - 페랄피살로 | - 프로시노네 - 구비오 - 그로세토 - 라퀼라 - 레체 | - 루메차네 - 노체리나 - 파가네세 - 페루자 - 피사 | - 폰테데라 - 프로 베르첼리 - 프로 파트리아 - 살레르니타나 - 사보나 | - 쥐트티롤 - 베네치아 - 비아레조 - L.R. 비첸차 - 비르투스 엔텔라 |

#### 세콘다 디비시오네 (2개 팀)
- 몬차
- 테라모

### 레가 나치오날레 딜레탄티

#### 세리에 D (9개 팀)
| - 구알도 카사카스탈다 - 마세세 - 마테라 | - 폰테 산 피에트로-이솔라 - 포르데노네 - 산티아 | - 사보이아 - 테르몰리 - 투리스 네아폴리스 |

## 경기 일정
| 단계 | 라운드  | 1차전                                   | 2차전                                   |
| ---- | ------- | --------------------------------------- | --------------------------------------- |
| 예선 | 1라운드 | 2013년 8월 4일                          | 2013년 8월 4일                          |
| 예선 | 2라운드 | 2013년 8월 11일                         | 2013년 8월 11일                         |
| 예선 | 3라운드 | 2013년 8월 18일                         | 2013년 8월 18일                         |
| 예선 | 4라운드 | 2013년 12월 4일                         | 2013년 12월 4일                         |
| 본선 | 16강    | 2014년 1월 9일                          | 2014년 1월 9일                          |
| 본선 | 8강     | 2014년 1월 22일                         | 2014년 1월 22일                         |
| 본선 | 준결승  | 2014년 2월 5일                          | 2014년 2월 12일                         |
| 본선 | 결승    | 2014년 3월 3일 로마 (스타디오 올림피코) | 2014년 3월 3일 로마 (스타디오 올림피코) |

## 예선 경기
2013년 7월 24일 오전 11시 30분에 밀라노의 레가 세리에 A 본부에서 대진 추첨이 이뤄졌다,

### 1라운드
프리마 디비시오네와 세콘다 디비시오네의 25개 클럽과 세리에 D의 9개 팀이 2013년 8월 3일 토요일, 4일 일요일, 6일 화요일에 경기를 치렀다. 세리에 D에서 강등된 4개팀과 프리마 디비시오네 2012-13 시즌의 각 2조에서 승격되지 못한 팀 중 상위 6개 팀인 12개 팀 그리고 승격되지 못한 팀 중 상위 7번째의 두 팀 중 우수한팀과 세콘다 디비시오네 2012-13에서 새롭게 승격하는 두 팀 중 우수한팀, 총 18개 팀에 홈 경기장에서 시합을 가질 수 있는 시드권이 주어졌다, 이 시드팀 중 유일하게 아스콜리만 팔리오 델라 퀸타나행사와 관한 공공정책의 이유로 폰테 산 피에트로-이솔라와의 경기를 원정으로 치렀다.
| 팀 1                    | 결과         | 팀 2                |
| ----------------------- | ------------ | ------------------- |
| 노체리나                | 0 - 2        | 포르데노네          |
| 파가네세                | 0 - 0 (3 승) | 프로 파트리아       |
| 페루자                  | 0 - 1 (연)   | 사보나              |
| 알비노레페              | 4 - 1        | 투리스 네아폴리스   |
| 비르투스 엔텔라         | 5 - 2        | 구알도 카사카스탈다 |
| 쥐트티롤                | 2 - 0        | 마테라              |
| 살레르니타나            | 0 - 3        | 테라모              |
| 피사                    | 1 - 0        | 테르몰리            |
| 베네벤토                | 4 - 0        | 폰테데라            |
| 크레모네세              | 3 - 0        | 비아레조            |
| 프로시노네              | 1 - 0        | 라퀼라              |
| 프로 베르첼리           | 0 - 1        | 몬차                |
| 폰테 산 피에트로-이솔라 | 2 - 0        | 아스콜리            |
| 레체                    | 3 - 0        | 산티아              |
| 구비오                  | 3 - 0        | 사보이아            |
| L.R. 비첸차             | 3 - 1        | 페랄피살로          |
| 루메차네                | 3 - 0        | 마세세              |
| 그로세토                | 2 - 2 (6 승) | 베네치아            |

### 2라운드
1라운드를 통과한 18개 팀 (프리마 디비시오네의 14개 팀, 세콘다 디비시오네의 2개 팀, 세리에 D의 2개 팀)과 더불어 세리에 B의 22개 팀이 2라운드에 참가했고, 2013년 8월 10일, 11일에 시합이 열렸다. 세리에 B의 22개 팀중에서 승격 플레이오프를 거친 2개팀을 제외한 20개 팀이 시드권과 홈구장에서 시합을 치렀다.
| 팀 1            | 결과                 | 팀 2                    |
| --------------- | -------------------- | ----------------------- |
| 페스카라        | 1 - 0                | 포르데노네              |
| 스페치아        | 4 - 2 (연장전)       | 프로 파트리아           |
| 치타델라        | 1 - 0                | 사보나                  |
| 트라파니        | 3 - 0                | 알비노레페              |
| 파도바          | 2 - 1                | 비르투스 엔텔라         |
| 엠폴리          | 5 - 1                | 쥐트티롤                |
| 레지나          | 1 - 0                | 카르피                  |
| 크로토네        | 2 - 0                | 라티나                  |
| 브레시아        | 3 - 1                | 테라모                  |
| 시에나          | 4 - 1                | 피사                    |
| 비르투스 란차노 | 0 - 2                | 베네벤토                |
| 팔레르모        | 2 - 1                | 크레모네세              |
| 모데나          | 0 - 1                | 프로시노네              |
| 아벨리노        | 1 - 0                | 몬차                    |
| 체세나          | 4 - 1                | 폰테 산 피에트로-이솔라 |
| 테르나나        | 2 - 4 (연장전)       | 레체                    |
| 유베 스타비아   | 3 - 0                | 구비오                  |
| 바레세          | 1 - 0                | L.R. 비첸차             |
| 바리            | 1 - 1 (4-3 승부차기) | 루메차네                |
| 노바라          | 3 - 0                | 그로세토                |

### 3 라운드
3 라운드 경기는 2013년 8월 17일, 18일에 열렸다. 2 라운드를 통과한 20개 팀(세리에 B의 17개 팀, 프리마 디비시오네의 3개 팀)과 더불어 세리에 A의 12개 팀이 3 라운드에 참가했다. 세리에 A의 팀들은 자동적으로 홈구장 시드권이 주어졌다. 세리에 B팀들 사이에서 겨뤄지는 4경기는 시즌 초에 열렸던 추첨결과를 바탕으로 홈구장 시드권이 주어졌다,

공동 홈 구장 사용으로 홈 시드권을 가진 구장이 원정경기를 나갈 수밖에 없는 2 경기가 있었다. 제노아와 베로나를 소제로 한 각각 두 개의 팀이 이에 해당했으며, 삼프도리아와 키에보 두 팀이 이전 시증에서 제노아와 엘라스 베로나와 비교했을 때 보다 우수한 성적을 거둔 관계로 홈 구장을 사용할 권리를 가졌다. 그렇지만 키에보베로나의 엠폴리 경기는 베로나가 아닌 비첸차에서 맞서게 되었다. 사수올로와 노바라 경기는 당팀들의 동의를 통해서 노바라에서 경기를 가졌고, 칼리아리 프로시노네 경기는 산텔라경기장의 재건축으로 인해 홈 개막전을 치르기도했던 중립지역인 트리에스테에서 열렸다.
| 팀 1             | 결과                 | 팀 2       |
| ---------------- | -------------------- | ---------- |
| 토리노           | 1 - 2                | 페스카라   |
| 스페치아         | 2 - 2 (3-2 승부차기) | 제노아     |
| 인테르나치오날레 | 4 - 0                | 치타델라   |
| 트라파니         | 1 - 0                | 파도바     |
| 키에보           | 2 - 0                | 엠폴리     |
| 레지나           | 1 - 0                | 크로토네   |
| 볼로냐           | 1 - 0                | 브레시아   |
| 리보르노         | 0 - 1                | 시에나     |
| 삼프도리아       | 2 - 0                | 베네벤토   |
| 팔레르모         | 0 - 1                | 베로나     |
| 칼리아리         | 1 - 2 (연장전)       | 프로시노네 |
| 아벨리노         | 1 - 0                | 체세나     |
| 파르마           | 4 - 0                | 레체       |
| 유베 스타비아    | 1 - 1 (3-4 승부차기) | 바레세     |
| 아탈란타         | 3 - 0                | 바리       |
| 노바라           | 1 - 3 (연장전)       | 사수올로   |

### 4 라운드
4 라운드 경기는 3 라운드를 통과한 16개 팀(세리에 A의 8개 팀, 세리에 B의 7개 팀, 프리마 디비시오네의 1개 팀)이 2013년 12월 3일 화요일, 4일 수요일, 5일 목요일에 경기를 치렀다. 세리에 B팀들 간의 경기의 경우 시즌 초의 추첨 결과를 바탕으로 홈구장 사용권이 주어졌고, 상하위 리그의 팀이 격돌하는 경우에는 상위 리그 소속의 팀에게 홈구장 사용권이 주어졌으며, 세리에 A팀들 간의 경기는 2012-13시즌 최종 순위의 상위팀이 홈구장 사용권이 주어졌다.
| 팀 1             | 결과           | 팀 2       |
| ---------------- | -------------- | ---------- |
| 스페치아         | 3 - 0          | 페스카라   |
| 인테르나치오날레 | 3 - 2          | 트라파니   |
| 키에보           | 4 - 1          | 레지나     |
| 볼로냐           | 1 - 2 (연장전) | 시에나     |
| 삼프도리아       | 4 - 1          | 베로나     |
| 아벨리노         | 2 - 1          | 프로시노네 |
| 파르마           | 4 - 1          | 바레세     |
| 아탈란타         | 2 - 0          | 사수올로   |

## 본선 경기
|  | 16강전           | 16강전     |   |            | 8강전 | 8강전 |  |          | 준결승전 | 준결승전 | 준결승전 | 준결승전 |  |            | 결승전 | 결승전 |
|  |                  |            |   |            |       |       |  |          |          |          |          |          |  |            |        |        |
|  | 밀란             | 3          |   |            |       |       |  |          |          |          |          |          |  |            |        |        |
|  | 스페치아         | 1          |   |            |       |       |  |          |          |          |          |          |  |            |        |        |
|  | 스페치아         | 1          |   | 밀란       | 1     |       |  |          |          |          |          |          |  |            |        |        |
|  |                  |            |   | 밀란       | 1     |       |  |          |          |          |          |          |  |            |        |        |
|  |                  | 우디네세   | 2 |            |       |       |  |          |          |          |          |          |  |            |        |        |
|  | 우디네세         | 우디네세   | 2 | 1          |       |       |  |          |          |          |          |          |  |            |        |        |
|  | 우디네세         |            |   | 1          |       |       |  |          |          |          |          |          |  |            |        |        |
|  | 인테르나치오날레 | 0          |   |            |       |       |  |          |          |          |          |          |  |            |        |        |
|  | 인테르나치오날레 | 0          |   |            |       |       |  | 우디네세 | 2        | 0        | 2        |          |  |            |        |        |
|  |                  |            |   |            |       |       |  | 우디네세 | 2        | 0        | 2        |          |  |            |        |        |
|  |                  | 피오렌티나 | 1 | 2          | 3     |       |  |          |          |          |          |          |  |            |        |        |
|  | 피오렌티나       | 피오렌티나 | 1 | 2          | 3     | 2     |  |          |          |          |          |          |  |            |        |        |
|  | 피오렌티나       |            |   |            |       | 2     |  |          |          |          |          |          |  |            |        |        |
|  | 키에보           | 0          |   |            |       |       |  |          |          |          |          |          |  |            |        |        |
|  | 키에보           | 0          |   | 피오렌티나 | 2     |       |  |          |          |          |          |          |  |            |        |        |
|  |                  |            |   | 피오렌티나 | 2     |       |  |          |          |          |          |          |  |            |        |        |
|  |                  | 시에나     | 1 |            |       |       |  |          |          |          |          |          |  |            |        |        |
|  | 카타니아         | 시에나     | 1 | 1          |       |       |  |          |          |          |          |          |  |            |        |        |
|  | 카타니아         |            |   | 1          |       |       |  |          |          |          |          |          |  |            |        |        |
|  | 시에나           | 4          |   |            |       |       |  |          |          |          |          |          |  |            |        |        |
|  | 시에나           | 4          |   |            |       |       |  |          |          |          |          |          |  | 피오렌티나 | 1      |        |
|  |                  |            |   |            |       |       |  |          |          |          |          |          |  | 피오렌티나 | 1      |        |
|  |                  | 나폴리     | 3 |            |       |       |  |          |          |          |          |          |  |            |        |        |
|  | 로마             | 나폴리     | 3 | 1          |       |       |  |          |          |          |          |          |  |            |        |        |
|  | 로마             |            |   | 1          |       |       |  |          |          |          |          |          |  |            |        |        |
|  | 삼프도리아       | 0          |   |            |       |       |  |          |          |          |          |          |  |            |        |        |
|  | 삼프도리아       | 0          |   | 로마       | 1     |       |  |          |          |          |          |          |  |            |        |        |
|  |                  |            |   | 로마       | 1     |       |  |          |          |          |          |          |  |            |        |        |
|  |                  | 유벤투스   | 0 |            |       |       |  |          |          |          |          |          |  |            |        |        |
|  | 유벤투스         | 유벤투스   | 0 | 3          |       |       |  |          |          |          |          |          |  |            |        |        |
|  | 유벤투스         |            |   | 3          |       |       |  |          |          |          |          |          |  |            |        |        |
|  | 아벨리노         | 0          |   |            |       |       |  |          |          |          |          |          |  |            |        |        |
|  | 아벨리노         | 0          |   |            |       |       |  | 로마     | 3        | 0        | 3        |          |  |            |        |        |
|  |                  |            |   |            |       |       |  | 로마     | 3        | 0        | 3        |          |  |            |        |        |
|  |                  | 나폴리     | 2 | 3          | 5     |       |  |          |          |          |          |          |  |            |        |        |
|  | 나폴리           | 나폴리     | 2 | 3          | 5     | 3     |  |          |          |          |          |          |  |            |        |        |
|  | 나폴리           |            |   |            |       | 3     |  |          |          |          |          |          |  |            |        |        |
|  | 아탈란타         | 1          |   |            |       |       |  |          |          |          |          |          |  |            |        |        |
|  | 아탈란타         | 1          |   | 나폴리     | 1     |       |  |          |          |          |          |          |  |            |        |        |
|  |                  |            |   | 나폴리     | 1     |       |  |          |          |          |          |          |  |            |        |        |
|  |                  | 라치오     | 0 |            |       |       |  |          |          |          |          |          |  |            |        |        |
|  | 라치오           | 라치오     | 0 | 2          |       |       |  |          |          |          |          |          |  |            |        |        |
|  | 라치오           |            |   | 2          |       |       |  |          |          |          |          |          |  |            |        |        |
|  | 파르마           | 1          |   |            |       |       |  |          |          |          |          |          |  |            |        |        |

### 16강전
16강 경기는 2013년 12월 18일과 2014년 1월 15일 중에 열렸다
| 팀 1       | 결과  | 팀 2             |
| ---------- | ----- | ---------------- |
| 밀란       | 3 - 1 | 스페치아         |
| 우디네세   | 1 - 0 | 인테르나치오날레 |
| 피오렌티나 | 2 - 0 | 키에보           |
| 카타니아   | 1 - 4 | 시에나           |
| 로마       | 1 - 0 | 삼프도리아       |
| 유벤투스   | 3 - 0 | 아벨리노         |
| 라치오     | 2 - 1 | 파르마           |
| 나폴리     | 3 - 1 | 아탈란타         |

### 8강전
8강 경기는 2014년 1월 21일, 1월 29일 중에 치러졌다.
| 팀 1       | 결과  | 팀 2     |
| ---------- | ----- | -------- |
| 밀란       | 1 - 2 | 우디네세 |
| 피오렌티나 | 2 - 1 | 시에나   |
| 로마       | 1 - 0 | 유벤투스 |
| 나폴리     | 1 - 0 | 라치오   |

### 준결승전
준결승전 1차전은 2014년 2월 4일, 5일에 열렸고, 2차전은 2월 11일, 12일에 치러졌다.
| 팀 1     | 합계  | 팀 2         | 1차전 | 2차전 |
| -------- | ----- | ------------ | ----- | ----- |
| 우디네세 | 2 - 3 | '피오렌티나' | 2 - 1 | 0 - 2 |
| 로마     | 3 - 5 | '나폴리'     | 3 - 2 | 0 - 3 |

### 결승전
결승전은 7년 연속으로 로마의 스타디오 올림피코에서 열렸다. 결승전은 2014년 5월 3일에 시작됐으며, 본 경기는 원래 오후 9시에 시작할 예정이었으나, 사건 발생후 53일 뒤인 2014년 6월 25일에 로마소재의 제멜리 병원에서 숨진 나폴리 팬인 치로 에스포시토가 총격을 받은 사건으로 인해 오후 9시 45분에 시작됐다.
| 피오렌티나   | 1 - 3 | 나폴리                           |
| ------------ | ----- | -------------------------------- |
| 바르가스 28′ |       | 11′, 17′ 인시녜 · 90+2′ 메르턴스 |

| 피오렌티나 | 나폴리 |

#### 진형
| 피오렌티나 (4-3-3) |    |                      |     |     |
|                    |    |                      |     |     |
| GK                 | 1  | 네투                 |     |     |
| RB                 | 40 | 네나드 토모비치      | 48′ |     |
| CB                 | 2  | 곤살로 로드리게스    |     |     |
| CB                 | 15 | 스테판 사비치        |     |     |
| LB                 | 23 | 마누엘 파스콸 (c)    |     | 56′ |
| DM                 | 7  | 다비드 피사로        |     |     |
| CM                 | 10 | 알베르토 아퀼라니    |     | 83′ |
| CM                 | 20 | 보르하 발레로        | 10′ |     |
| RW                 | 17 | 호아킨               |     | 72′ |
| LW                 | 66 | 후안 마누엘 바르가스 |     |     |
| CF                 | 72 | 요시프 일리치치      | 40′ |     |
| 교체 명단:         |    |                      |     |     |
| GK                 | 25 | 안토니오 로사티      |     |     |
| DF                 | 3  | 모디보 디아키테      |     |     |
| DF                 | 4  | 파쿤도 롱카글리아    |     |     |
| DF                 | 5  | 마빈 콤프            |     |     |
| MF                 | 8  | 마르코 바키치        |     |     |
| MF                 | 14 | 마티아스 페르난데스  | 65′ | 76′ |
| MF                 | 21 | 마시모 암브로시니    |     |     |
| MF                 | 27 | 라파우 볼스키        |     |     |
| MF                 | 88 | 안데르송             |     |     |
| FW                 | 30 | 히데르 마투스        |     |     |
| FW                 | 32 | 알레산드로 마트리    |     | 83′ |
| FW                 | 49 | 주세페 로시          |     | 72′ |
| 감독:              |    |                      |     |     |
| 빈첸초 몬텔라      |    |                      |     |     |

| 나폴리 (4-2-3-1) |    |                     |         |     |
|                  |    |                     |         |     |
| GK               | 25 | 페페 레이나         | 81′     |     |
| RB               | 4  | 엔히키              |         |     |
| CB               | 21 | 페데리코 페르난데스 |         |     |
| CB               | 33 | 라울 알비올         | 36′     |     |
| LB               | 31 | 파우지 굴람         |         |     |
| CM               | 8  | 조르지뉴            |         |     |
| CM               | 88 | 괴칸 인러           | 50′ 79′ |     |
| RM               | 7  | 호세 카예혼         |         |     |
| AM               | 17 | 마레크 함시크 (c)   |         | 63′ |
| LM               | 24 | 로렌초 인시녜       |         | 81′ |
| CF               | 9  | 곤살로 이과인       |         | 70′ |
| 교체 명단:       |    |                     |         |     |
| GK               | 15 | 로베르토 콜롬보     |         |     |
| GK               | 80 | 토니 도블라스       |         |     |
| DF               | 2  | 앙토니 레베이에르   |         |     |
| DF               | 5  | 미겔 브리토스       |         |     |
| DF               | 11 | 크리스티안 마조     |         |     |
| DF               | 16 | 잔도메니코 메스토   |         |     |
| DF               | 18 | 후안 카밀로 수니가  |         |     |
| MF               | 14 | 드리스 메르턴스     |         | 63′ |
| MF               | 20 | 블레림 제마일리     |         |     |
| MF               | 85 | 발론 베흐라미       |         | 81′ |
| FW               | 19 | 고란 판데프         |         | 70′ |
| FW               | 91 | 두반 사파타         |         |     |
| 감독:            |    |                     |         |     |
| 라파엘 베니테스  |    |                     |         |     |

## 우승 클럽
| 코파 이탈리아 2013-14 우승 |
| -------------------------- |
|                            |
| SSC 나폴리 5번째 우승      |

## 같이 보기
- 세리에 A 2013-14
- 수페르코파 이탈리아나 2014